# Liezhuan
Liezhuan ('biografieën', 'exemplarische overleveringen') vormen het in omvang grootste onderdeel van de officiële geschiedenissen van de Chinese keizerlijke dynastieën. De exemplarische overleveringen worden in de latere dynastieke geschiedenissen ook wel zhuan genoemd. Naast de officiële geschiedenissen verschenen ook enkele (confucianistische) verzamelingen van biografieën. Vanuit boeddhistische en taoïstische gemeenschappen werden ook de nodige verzamelingen opgesteld.

## Functie
De in de dynastieke geschiedenissen opgenomen biografieën dienden niet om een zo volledig mogelijke beschrijving van de individualiteit van de betreffende persoon te geven. Het individuele en unieke van een persoon werd niet belangrijk gevonden. De persoon werd uitsluitend beoordeeld naar de manier waarop hij zijn maatschappelijke rol vervulde. Omdat die zo strikt was gedefinieerd, kon de beschrijving worden beperkt tot de exemplarische vervulling van die rol in het openbare leven. Overigens werd dit niet als een beperking gevoeld bij het beschrijven van een persoon. Er werd verondersteld dat men in het openbare leven geen rol opvoerde, maar zich gedroeg zoals men was. Wel leidde deze invulling, zeker in de latere geschiedenissen, tot een stereotiepe opbouw van de 'liezhuan'. Gezien de aard van de beschrijving is exemplarische overlevering dan ook een betere vertaling dan 'biografie'. Een prozastuk met de functie van autobiografie werd 'xu' genoemd en werd door een auteur vaak het slot van zijn werk geplaatst.

## Soorten
Omdat de personen meer werden gezien als vertegenwoordigers van een type dan als individuen, kan men bij de 'exemplarische overlevering' in de officiële geschiedenissen van de Chinese keizerlijke dynastieën een aantal varianten onderscheiden:
- de beschrijving beperkt zich tot één persoon (zhuan-zhuan, 專傳)
- een parallelle of gecombineerde beschrijving van twee personen (he-zhuan, 合傳)
- minder belangrijk geacht personen werden toegevoegd aan de beschrijving van een belangrijkere persoon (fu-zhuan, 附傳).
- beschrijving van de betrekkingen tussen China en volkeren aan de grenzen zoals Xiongnu (Xiongnu liezhuan, 匈奴列傳) of Korea (Chaoxian liezhuan, 朝鮮列傳). Zij werden geplaatst onder 'liezhuan', omdat het vaak memoranda betrof, die op persoonlijke titel waren geschreven.
- naam van een maatschappelijke categorie waar de beschreven personen toe behoorden, zoals 'meedogenloze ambtenaren' (Xunli liezhuan, 循吏列傳), 'vleiers' (Ningxing liezhuan, 佞幸列傳, 'waarzeggers' (Rizhe liezhuan, 日者列傳) of 'het woud der geleerden' (Rulin liezhuan, 儒林列傳).